# Los Alamitos
Los Alamitos è un centro abitato (City) degli Stati Uniti d'America, situato nella contea di Orange dello Stato della California.